# Hulstina exhumata
Hulstina exhumata là một loài bướm đêm trong họ Geometridae.